# Mohammed III al-Makhlu
Abû `Abd Allah al-Makhlû` Mohammed ben Mohammed est le troisième émir nasride de Grenade. Il est né en 1257, il succède à son père Muhammad II al-Faqîh en 1302. Démis et remplacé par son frère cadet Abû al-Juyûch Nasr en 1309, il est alors surnommé Al-Makhlû` (Le déchu). Il meurt en 1314.

## Biographie
Certains laissent entendre que Muhammad al-Makhlû pourrait avoir empoisonné son père. 
Son père avait dû s'opposer à l'invasion d'Al-Andalus par les Mérinides et pour cela il s'était mis sous la protection de la Castille. En 1306, Mohammed al-Makhlû` conquiert Ceuta qui était jusque-là une taïfa indépendante et renforce ainsi son contrôle sur le détroit de Gibraltar.
Le 19 décembre 1308, le roi de Ferdinand IV de Castille, le roi Jacques II d'Aragon signent le traité d'Alcalá de Henares où ils se partagent leurs zones d'influence en Espagne et en Afrique du Nord. Ce traité prévoit la disparition du royaume de Grenade.
Les objectifs immédiats sont la prise d'Almérie par les Aragonais et celle d'Algésiras par les Castillans.
Le mérinide Abû Yûsuf Ya`qûb ben `Abd al-Haqq meurt en 1307 et son successeur Abû Thâbit `Âmir en 1308. Au début de 1309, le mérinide Abû al-Rabî` Sulaymân reprend Ceuta. Mohammed al-Makhlû` menacé par les Castillans et désireux de se rapprocher des Mérinides ne s'y oppose pas.
La population de Grenade est de plus en plus mécontente de la détérioration de la situation intérieure due à l'isolement du petit État nasride. Le 14 mars 1309, une révolte contraint Mohammed al-Makhlû` à s'enfuir de Grenade. Il se réfugie à Almuñécar. Son frère cadet Abû al-Juyûch Nasr prend sa succession.

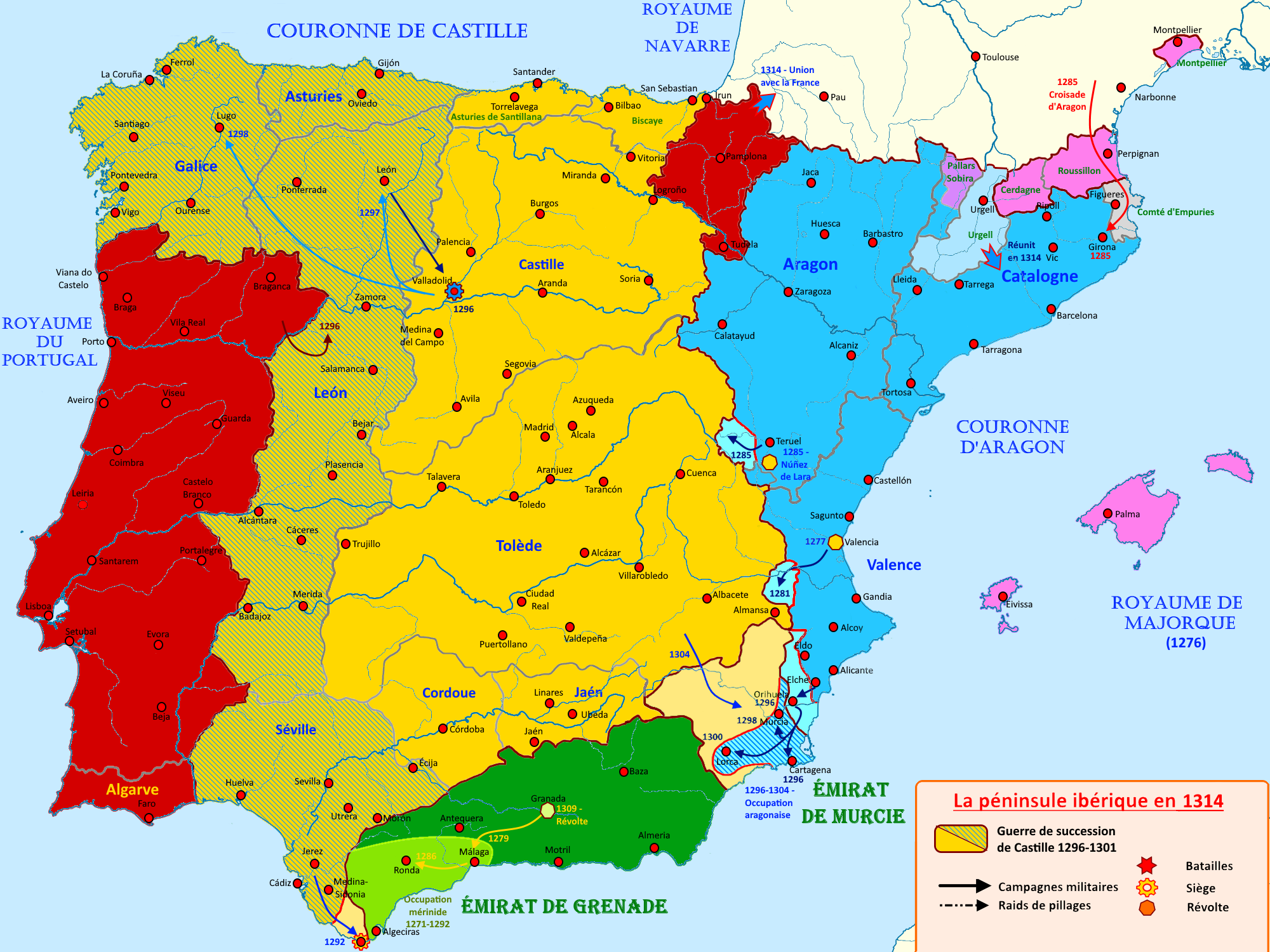
L'émirat de Grenade de 1275 à 1314